# Šenjang J-6
Šenjang J-6 (kitajsko: 歼-6; pinjin: Shenyang J-6), oz. F-6 (za eksportne verzije) je bila kitajska licenčna verzija MiGa-19 "Farmer". J-6 je imel za razliko od Miga-19 precej daljšo dobo uporabe in okrog 2x večjo proizvodnjo. 
Največja hitrost je bila okrog Mach 1,45 (1,540 km/h), servisna višina leta pa 17900 metrov (58700 čevljev)
J-6 (oz. F-6) se je uporabljal v Indijsko-Pakistanskih kofliktih, v Vietnamski vojni, vojni v Ogadenu, Ugandsko-Tanazanijski vojni, Iraško-Iranski vojni in v konfliktih med Vietnamom in Kambodžo. 

## Specifikacije (J-6)
Podatki iz Wilson, Stewart (2000). Combat Aircraft since 1945. Fyshwick, Australia: Aerospace Publications. ISBN 1-875671-50-1.
Splošne karakteristike
- Posadka: 1
- Dolžina: 12,54 m (41 ft)
- Razpon kril: 9,2 m (30 ft 2 in)
- Višina: 3,9 m (12 ft 10 in)
- Površina kril: 25,0 m² (270 ft²)
- Teža praznega letala: 5447 kg (11983 lb)
- Maks. vzletna teža: 7560 kg (16632 lb)
- Pogon letala: 2 × Liming Vopen-6A (Tumanski RD-9B) turboreaktivna motorja z dodatnim zgorevanjem, 36,78 kN (8267 lbf) vsak
- Kapaciteta goriva: 1800 kg (3960 lb)

 Zmogljivost 
- Maks. hitrost: 1540 km/h (960 mph)
- Doseg: 2200 km (1375 milj)
- Višina leta: 17900 m (58700 ft)
- Hitrost vzpenjanja: 180 m/s (35425 ft/min)
- Obremenitev kril: 302,4 kg/m² (61,6 lb/ft²)
- Razmerje potisk/teža: 0,86

Oborožitev

- 3x 30 mm NR-30 topovi, 2 nameščena v krilih (vsak 70 nabojev), 1 v trupu (55 nabojev)
- 4x podkrilni nosilci za bombe ali rakete zrak-zrak